# Gebhard Leberecht von Blücher
Gebhard Leberecht von Blücher, kníže z Wahlstattu (16. prosinec 1742, Rostock – 12. září 1819, Krieblowitz, Slezsko) byl pruský maršál.

## Biografie
Za sedmileté války sloužil ve švédské armádě v pluku husarů, byl zajat a později přešel do služeb Prusů. Po roce služby byl povýšen do hodnosti nadporučíka. Bojoval v bitvách u Kunersdorfu a u Freibergu. Roku 1770 se účastnil válek v Polsku. V roce 1772 se podílel na pruském vítězství v bitvě u Schneidemühlu. Za výkony, které předvedl v bitvě, by byl jakýkoliv jiný důstojník povýšen, ale von Blücherovi nebyl generál Daniel Friedrich von Lossow příznivě nakloněn. Po polském tažení napsal von Blücher králi Fridrichu II. Velikému dopis, ve kterém vyjádřil své rozhořčení nad jednáním s ním a oznámil, že armádu opouští. Král ho poté nechal na tři čtvrtě roku uvěznit.
V roce 1773 se oženil se slečnou von Mehling. V roce 1787, když nastoupil na pruský trůn Fridrich Vilém II., se mohl vrátit do armády ke svému původnímu pluku v hodnosti majora. Při Velké francouzské revoluci sloužil v Holandsku. Ve válce s Francií se účastnil bitev u Kaiserslauternu, Kirrweilernu a Leystadtu. V roce 1794 byl povýšen na generála. V této době ovdověl. S první ženou měl 7 dětí. V roce 1801 byl povýšen na generálporučíka v oblasti Münster. Nové války se účastnil v roce 1806, kde Prusko bojovalo s Francií. Jeho sbor se zúčastnil bitvy u Auerstedtu a u Lübecku, kde v roce 1806 kapituloval. Po válce byl jmenován velitelem ve Stralsundu. V roce 1809 obdržel hodnost generála jezdectva a vykonával funkci guvernéra Horních Pomořan.
V roce 1813 se mu naskytla příležitost odčinit porážku a ponížení, když se Napoleon vracel z neúspěšného tažení do Ruska. V bitvách u Lutzenu a Budyšína byl sice poražen, ale u Haynau konečně zvítězil. A poté ještě přidal vítězství na Kačavě. O rok později dostal od pruského krále knížecí titul z Wahlstattu. V bojích u Lipska odrazil u Mockeru maršála Marmonta. Generálovy jednotky byly mezi prvními, které vstoupily do Napoleonem opuštěného města a za to byl povýšen na polního maršála. Získal přezdívku „Maršál kupředu“. Při tažení ve Francii byl ve většině bitev poražen, Napoleon byl ve všech ohledech lepší. V bitvě u Laonu se dokázal proti císaři udržet. Po dobytí Paříže prý rád navštěvoval vykřičené domy a hráčská kasina. Velmi nerad respektoval nařízení spojenců, že Paříž nemá být drancována. V době míru byl v Oxfordu jmenován čestným občanem a v Cambridge čestným doktorem.
Po návratu Napoleona z Elby se opět postavil do čela pruských vojsk, do kterých byla začleněna i část saské armády. Někteří vojáci se v Lutychu, před domem, kde maršál sídlil, opili a provolávali slávu Napoleonovi a rozbíjeli kameny okna maršálova domu. Maršál musel z domu utéct zadním vchodem. Druhý den dal opilce zastřelit. V roce 1815 v bitvě u Ligny byl sice poražen císařem, ale stále věřil, že vše není ještě ztraceno. Při ústupu pod ním padl kůň a upadl do bezvědomí. Když ho vojáci nalezli, trvalo mu den, než se plně vyléčil. V jeho nepřítomnosti velel armádě August von Gneisenau. V této době se rozhodovalo, zdali zaútočí na Grouchyho nebo půjdou na pomoc Wellingtonovi. Gneisenau se rozhodl jít na pomoc Wellingtonovi. Maršál poté jeho postup schválil. Po bitvě u Waterloo ho pruský král vyznamenal Hvězdou velkokříže Železného kříže. 7. července znovu vstoupila pruská armáda do Paříže. Maršál žil střídavě na svých statcích ve Slezsku a v knížecím domě v Berlíně. V roce 1819 odjel na léčení do Karlových Varů. Po návratu domů zemřel v 76 letech.

## Vyznamenání
Hvězda velkokříže Železného kříže

 Řád Pour le Mérite

 Řád černé orlice 

 Velkokříž Železného kříže

 Řád sv. Ondřeje

 Řád sv. Jiří (2×)